# Хлорамфеникол
Хлорамфениколът е антибиотик от групата на амфениколите. Изолиран е през 1947 г. от щамове на бактерията Streptomyces venezuelae, която го произвежда като част от жизнената си дейност. Впоследствие започва да се синтезира и в лабораторни условия.

## Описание
Представлява бял кристален прах с горчив вкус, понякога с жълтеникаво-зелен оттенък. Слабо разтворим във вода, но лесно разтворим в етанол.
Работи, като потиска ензима пептидил трансфераза и нарушава синтеза на белтъчини в бактериалната клетка. Преминава през кръвно-мозъчната и плацентарната бариера.
Хлорамфениколът е бактериостатик. Ефективен е срещу стафилококи, стрептококи, пневмококи, ентерококи, гонококи и менингококи, Escherichia coli, Haemophilus influenzae и други.
Използва се и при конюнктивит и възпаления на ушите.